# Pericoma clarkei
Pericoma clarkei är en tvåvingeart som beskrevs av Satchell 1954. Pericoma clarkei ingår i släktet Pericoma och familjen fjärilsmyggor. Inga underarter finns listade i Catalogue of Life.